# Volkhard Franz
Volkhard K. Franz  (* 1. März 1954 in Hann. Münden) ist ein deutscher Bauingenieur und Baumanager.

## Leben
Volkhard Franz studierte an der Gesamthochschule Kassel (GhK), der heutigen Universität Kassel. 1989 wurde er mit der Arbeit „Planung und Steuerung komplexer Bauprozesse durch Simulation mit modifizierten höheren Petri-Netzen“ in Kassel zum Dr.-Ing. promoviert. Er lehrte an der Fachhochschule Erfurt.
1996 erhielt er einen Ruf auf die Universitätsprofessur für Bauorganisation und Bauverfahren am Fachbereich Architektur, Stadtplanung und Landschaftsplanung der damaligen Gesamthochschule Kassel. Er ist zudem in Nachfolge von Wolfgang Rösel seit 2000 Geschäftsführender Direktor des Instituts für Bauwirtschaft (IBW).
Lehr- und Forschungsgebiet von Franz sind die Arbeitstechnologien im Bauwesen, insbesondere die Simulation und Steuerung von Bau- und Produktionsabläufen.
Er ist von der IHK Kassel öffentlich bestellter und vereidigter Sachverständiger für Baupreisfragen, Abrechnungen und Bauzeitverzögerungen sowie nach ISO 17024, 2003 zertifizierter internationaler Sachverständiger für Baupreise und Bauabrechnungen.

## Schriften
- Perspektiven am Beginn des neuen Millenniums, Universität Kassel 2000, ISBN 3-932698-15-0, zusammen mit Siegbert Keller, Thomas Bock, Karlheinz Pfarr, Bernd Nentwig, Wolfdietrich Kalusche, Dietrich A. Möller, Bernd Stolzenberg, Peter Richter, Wolfgang Rösel
- Technisch und wirtschaftlich optimierter Holzrahmenbau, Fraunhofer-IRB-Verlag Stuttgart 2007, ISBN 978-3-8167-7375-7
- Simulation in der Bauwirtschaft, Kassel Univ. Press 2007, ISBN 3-89958-320-5
- Kosteneinsparungen und Rationalisierungseffekte durch ein zentrales Logistikmanagement im Wohnungsbau, Fraunhofer-IRB-Verlag Stuttgart 2008, ISBN 978-3-8167-7918-6